# Berner Group
Berner Group er en tysk handelsvirksomhed med direkte salg til virksomheder af smøremiddel, befæstning, værktøj og værkstedudstyr. Virksomheden har udviklet sig med baggrund i Albert Berner Deutschland og har hovedkvarter i Künzelsau, Baden-Württemberg.
De har ca. 8.000 ansatte og en omsætning på 1,1 mia. euro. De er tilstede i 21 europæiske lande og fører over 100.000 produkter.